# Larbey
Larbey är en kommun i departementet Landes i regionen Nouvelle-Aquitaine i sydvästra Frankrike. Kommunen ligger i kantonen Mugron som tillhör arrondissementet Dax. År 2022 hade Larbey 240 invånare.

## Befolkningsutveckling
Antalet invånare i kommunen Larbey
Referens:INSEE